# Chauvé

Localització de Chauvé

Chauvé (en bretó Kalveg, en gal·ló Chauvae) és un municipi francès, situat a la regió de país del Loira, al departament de Loira Atlàntic, que històricament ha format part de la Bretanya. L'any 2006 tenia 2.253 habitants. Limita a l'oest i al sud, Pornic, a l'est Arthon-en-Retz, al nord Saint-Père-en-Retz i Saint-Viaud.

## Demografia
| 1962                                       | 1968  | 1975  | 1982  | 1990  | 1999  |
| ------------------------------------------ | ----- | ----- | ----- | ----- | ----- |
| 1.337                                      | 1.307 | 1.238 | 1.348 | 1.589 | 1.695 |
| Des de 1962: població sense dobles comptes |       |       |       |       |       |

## Administració
| Període | Identitat       | Partit |
| ------- | --------------- | ------ |
| 2001-   | Pierre Mercière |        |

## Agermanament
- Killala